# Titeuf: Méga-Compet'
Titeuf: Méga-Compet' es un videojuego de fiesta desarrollado por Eden Games y publicado por Atari Inc.. Fue lazado el 24 de septiembre de 2004 para PlayStation 2 y Microsoft Windows, y el 1 de octubre de 2004 para Game Boy Advance. Está basado en la serie animada y la tira cómica Titeuf del autor suizo Zep. Esta es la tercera entrega de la serie de videojuegos Titeuf, la anterior fue Titeuf: Ze Gag Machine lanzado en 2002.

## Jugabilidad
Durante un juego, el jugador encarna uno de los diez personajes del universo Titeuf, incluidos Titeuf, Manu, Nadia, Nathalie, Dumbo, Jean-Claude, Vomito, Julie, Puduk o Morvax (jugable hasta cuatro jugadores en algunos modos de juego específicos). Para ganar, se debe tener éxito en tantos minijuegos como sea posible, mientras que hay alrededor de cincuenta. Hay tres tableros de juego, uno de los cuales se desbloquea después de completar con éxito los otros dos una cierta cantidad de veces. Cada tablero tiene sus minijuegos específicos.

## Desarrollo
Titeuf: Méga-Compet' está desarrollado por Eden Games, un estudio de Francia fundado en 1997.
El publicador del juego es Atari Inc.. En mayo de 2004, anunció el diseño de un nuevo videojuego basado en el universo de Titeuf, cuyo lanzamiento está previsto para septiembre próximo. En esta etapa, el proyecto del videojuego se llama Titeuf Cool Attitude.
El juego está hecho íntegramente en 3D en PC y PS2. Cuenta con 15,000 animaciones y voces diferentes, 5,000 samples y 29 canciones originales.

## Doblaje
- Sabrina Leurquin: Manu / Dumbo / Nathalie / la Ama / la enfermera
- Caroline Pascal: Nadia / Julie / Las trillizas
- Donald Reignoux: Titeuf / Manu (a veces) / Hugo / Diego
- Thierry Ragueneau: El padre de Titeuf / Vomito / Puduk / Morvax / Jean-claude / El periodista de televisión / El conserje / El director / Ramón / El motorista, voz adicional